# Bayreuth Festspielhaus

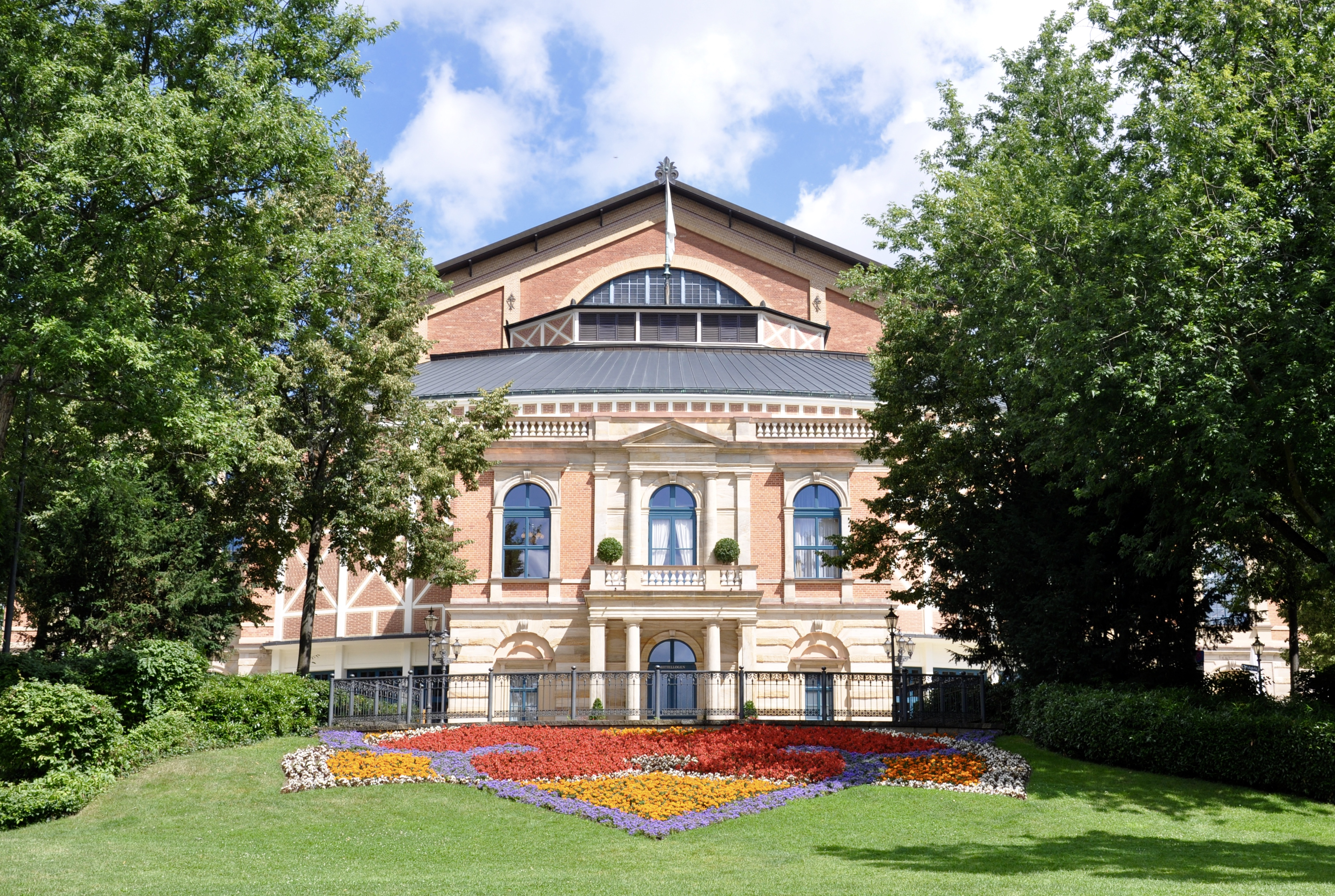
Bayreuth Festspielhaus.

Bayreuth Festspielhaus eller Bayreuther Festspielhaus (på tyska officiellt benämnt som Richard-Wagner-Festspielhaus) är ett operahus i Bayreuth i Tyskland. Det byggdes 1872–75 av Otto Brückwald efter ritningar av Richard Wagner i nyromantisk stil. Till skillnad från många operahus har den ingen fast ensemble och framför operor eller musikdramer av Wagner under 30 föreställningar varje år uteslutande från den 25 juli till den 28 augusti som en del av Bayreuthfestspelen. Det anses vara ett av operahusen med den bästa akustiken i världen.

## Byggnadshistorik

### Uppkomst
Richard Wagner fick sina första förslag till sitt senare Festspielhaus i Riga, där han arbetade som kapellmästare 1837-1839. Teatern där sägs ha haft många element som senare återfinns i Bayreuth Festspielhaus: en brant stigande läktare i form av en amfiteater, ett lågt liggande orkesterdike och en mörkläggning av salongen, vilket inte var vanligt på den tiden.
Wagner hade troligen till en början tänkt sig Würzburg, där han bodde 1833/34 och var körledare, som en plats för ett operahus i Tyskland.

### Wagners idéer

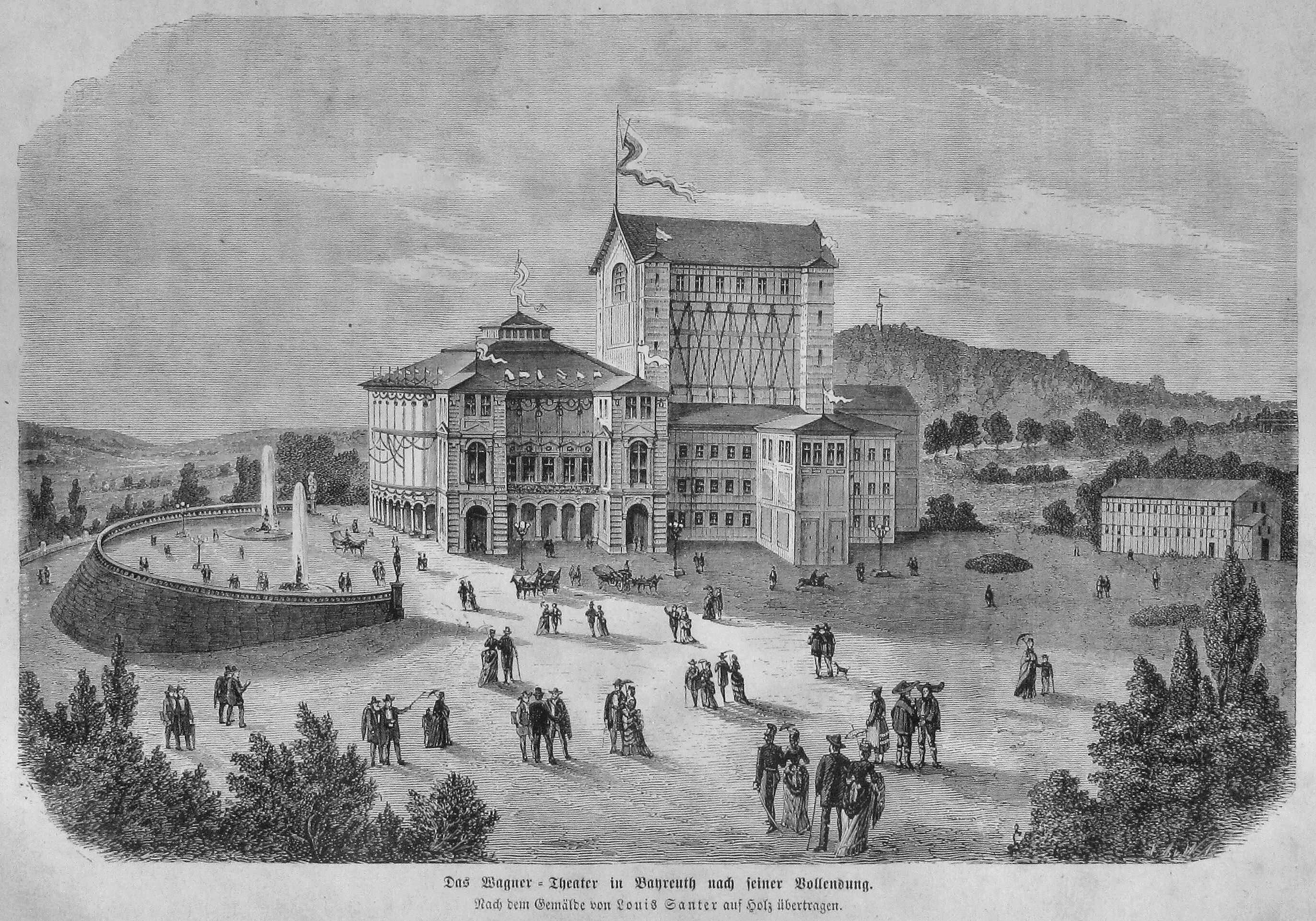
Det färdigbyggda Festspielhaus 1873

Efter att ha fullbordat librettot till Nibelungens ring formulerade Wagner också sin idé om en scenfestival 1851, först i brev till Franz Liszt och senare också offentligt i essän Eine Mittheilung an meine Freunde. Förutom dåtidens "sångfestivaler" borde även en "teaterfestival" existera. Föreställningarna skulle äga rum i en ganska liten stad i en avskalad och provinsiell teater som en engångshändelse. Efteråt skulle teatern "gjord av brädor och bjälkar" rivas ner. Auditoriet skulle behöva utformas som en amfiteater och orkestern skulle behöva täckas över i vilket fall som helst. Wagner syftade på teaterfestivalerna i det antika Grekland och den regelbundna teaterfesten Dionysia. Taket i Bayreuth Festspielhaus av målad duk påminner om idealet för en friluftsteater.

### Sempers planer för München
När kung Ludvig II av Bayern kallade Wagner till München 1864 tycktes festivalidén snabbt förverkligas. Gottfried Semper, arkitekten och byggherren av Semperoper, var en vän till Wagner och fick i uppdrag att utforma och genomföra projektet. Semper planerade först en teater som skulle byggas in i Münchens glaspalats, sedan en monumental festivalhall som nås via en bred boulevard högt ovanför Isars strand. Enligt Wagners önskemål var inredningen redan utformad på samma sätt som i det hus som senare realiserades i Bayreuth: extremt praktisk karaktär i auditoriet och scenen med koncentration på det arbete som utfördes. Målet var inte att skapa ett operahus med loger, utan en stigande salong med god utsikt från alla platser, en "demokratisk" salong utan några klassklyftor. När Wagner var tvungen att lämna München 1865 avstannade Festspielhaus-projektet. Wagner själv tog snart avstånd från det, delvis för att hela projektet hotade att bli för monumentalt för honom, rörde sig längre och längre bort från hans ideal och undgick hans inflytande, eftersom han nu bodde i Schweiz.

### Bygget i Bayreuth

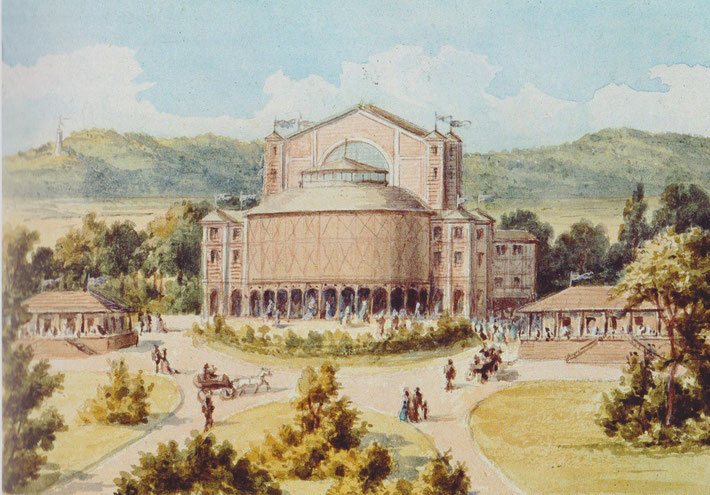
Teckning av Susanne Schinkel 1876

I en uppslagsbok upptäckte Wagner Markgräfliches Opernhaus i Bayreuth omkring 1870. Eftersom den hade den största scenen i ett tyskt operahus vid den tiden hoppades han på att hitta en lämplig plats för sin Nibelungens ring där och att trots allt kunna förverkliga sin idé om en scenfestival. Han kom därför till Bayreuth i april 1871 och besökte den historiska teatern. På grund av auditoriets ringa storlek övergav han planen, men Wagner gillade stadens läge och storlek, så han inledde omedelbart konkreta förberedelser för en ny byggnad. Till en början diskuterades en tomt på Stuckberg, nära förorten Sankt Georgen, som byggarbetsplats efter en inspektion i april 1871. Efter att försäljningsförhandlingarna misslyckats förvärvade staden, utan Wagners vetskap, en tomt på det som nu är Grünen Hügel nedanför Bürgerreuth. Wagner, som var irriterad över utvecklingen, övervägde att lägga ner bygget i Bayreuth igen. Den 8 januari 1872 reste hans lokale beskyddare Friedrich Feustel och borgmästaren i Bayreuth, Muncker, till Tribschen för att få honom att ändra sig, vilket de lyckades med genom Wagners hustru Cosima.
Wagner fick egendomen på Grünen Hügel gratis av staden Bayreuth. Den arkitektoniska planeringen utfördes av Otto Brückwald, varvid de grundläggande dragen i Sempers planer bibehölls. Redan den 22 maj 1872, på Wagners 59:e födelsedag, lades grundstenen i ösregn. Wagner hielt eine Rede Wagner höll ett tal och dirigerade Beethovens 9:e symfoni i Markgräflichen Opernhaus. Bygget försenades upprepade gånger av ekonomiska skäl. Den planerade försäljningen av 1000 patronatsbevis för 300 daler vardera gick endast långsamt; Våren 1876 hade mindre än hälften sålts. Wagner hoppades också förgäves på den tyske kejsaren Vilhem I, rikskanslern och riksdagen. Han fick ekonomiskt stöd från den ottomanska sultanen Abd ül-Aziz på cirka 96 000 euro enligt dagens valuta (2025).
De första Festspelen som var planerad till 1873 fick skjutas upp. Den 2 augusti 1873 firades taklagsfesten inför en stor publik i vackert sommarväder. Taklagstalet, som den protestantiske prosten Wilhelm Dittmar skrev på Wagners begäran och som med kort varsel ändrades och utökades av uppdragsgivaren, lästes upp av verkmästaren Johann Hofmann. Att glaset, som han sedan kastade enligt gammal sed, landade oskadd på marken ansågs vara ett gott omen. På uttrycklig begäran av arbetarna, som inte råkade ut för några arbetsolyckor under byggarbetet, sjöng familjen Wagner och Franz Liszt koralen Nun danket alle Gott. Efter att det sista ackordet hade klingat ut gick arbetarna till taklagsfesten i målarsalen, där Wagners besökte dem.
Brist på ekonomiska resurser hotade färdigställandet av byggnaden. År 1874 säkrade kung Ludvig II bygget med ett lån på till en början 300 000 mark, vilket senare ökades med 100 000 mark. Familjen Wagner betalade senare tillbaka båda beloppen i sin helhet, vilket kompenserade för royalties.

### Invigning
Den 13 augusti 1876 invigdes Festspielhaus med Rhenguldet, vilket markerade början på den första cykliska föreställningen av Nibelungens ring. På grund av det underskott som orsakades av den första festivalen stod huset tomt i sex år, och det var inte förrän 1882 som nästa festival hölls med premiären av Parsifal. Inför kung Ludvig II:s besök vid festivalen 1882 utökades huset med "Kungabyggnaden" på framsidan, men den blyge kungen besökte aldrig mer Festspelen.

## Senare historik

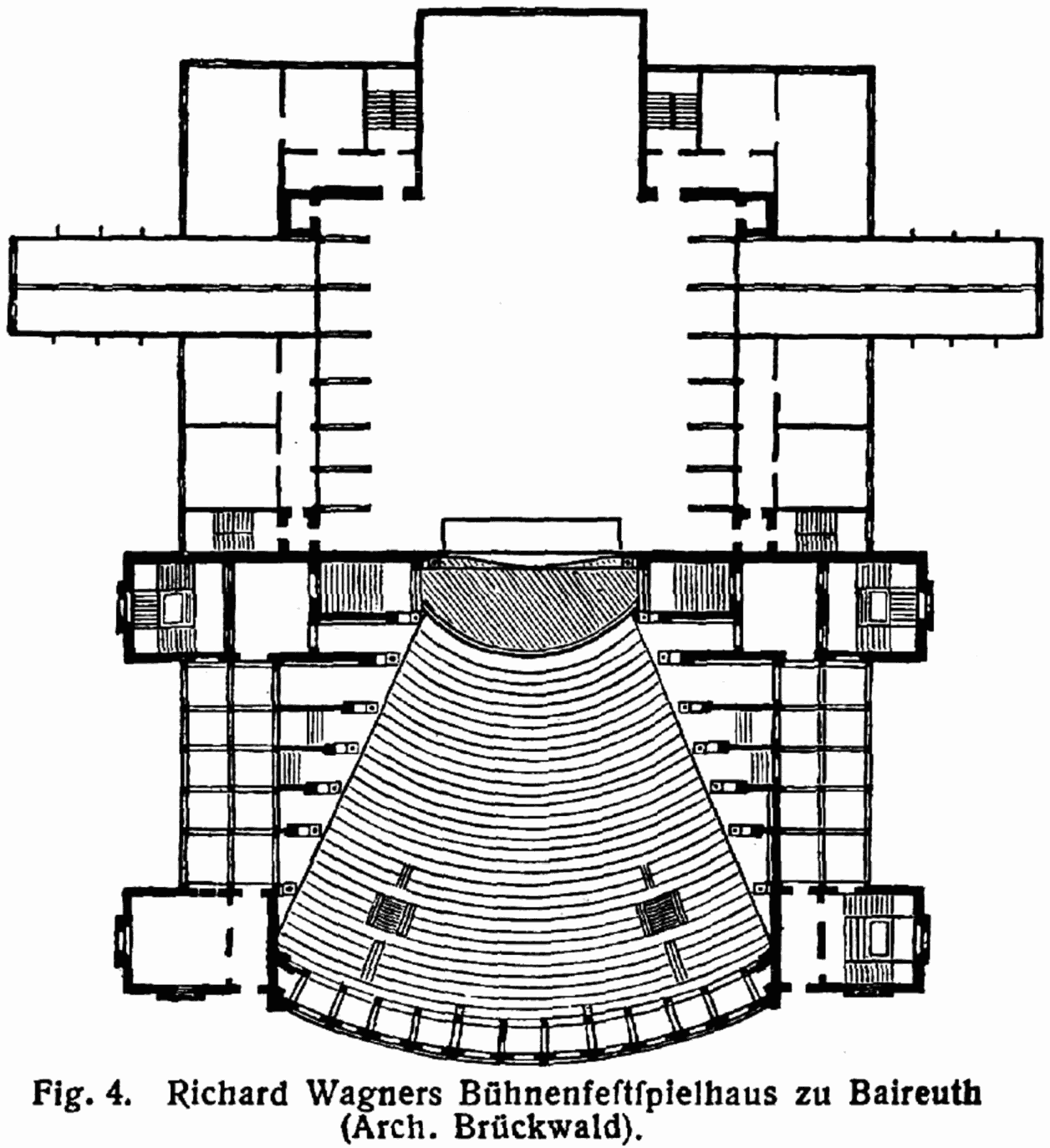
Skiss över teatern från 1876

År 1886 installerades den första ångmaskinen bakom scenhuset, som drev en generator för att generera elektricitet via en platt rem. Detta gjorde det möjligt att installera ett internt nätverk med 110 volt likspänning och ersätta gasbelysningen med elektriskt ljus. En andra ångmaskin tillkom 1888 och en tredje 1895. Bara under en föreställning av Tristan och Isolde förbrukades 100 kilo kol. Fram till 1933 var dessa system ansvariga för strömförsörjningen till Festspielhaus; De värmdes alltid upp när åskväder hotade och fungerade som reserv fram till 1952.

### Weimarrepubliken
Efter ett avbrott på tio år ägde festivalen rum igen sommaren 1924. Det nya var de demonstrativt visade politiska övertygelserna: den gamla svart-vit-röda kejserliga flaggan vajade på Festspielhaus, general Ludendorff och prins August Wilhelm av Preussen hälsades med frälsningsrop. Adolf Hitler besökte festivalen för första gången 1925 och sedan dess regelbundet. Thomas Mann kallade Festspielhaus för "Hitlers hovteater".

### Nationalsocialismensperiod
I april 1939, i samband med Adolf Hitlers 50-årsdag, pryddes ett porträtt av "Führern" framför det mellersta fönstret på Königsbau, flera meter högt och upplyst på natten. Ovanför den fanns en örn som höll ett hakkors i klorna, och minst nio andra hakkors i stort format "dekorerade" den främre fasaden.
Från 1940 till 1944 anordnade organisationen Kraft durch Freude "Krigsfestivaler" i Festspielhaus. Gäster som bjöds in gratis var frontsoldater, sårade, sjuksköterskor och arbetare från vapenfabriker. Den 23 juli 1940 kom Adolf Hitler till "Segerfesten" i Festspielhaus för sista gången.
Långt före andra världskrigets utbrott hade Hitler i den välbekanta Bayreuth-kretsen sagt att den första bomben i nästa krig skulle falla på Festspielhaus och den andra på Wahnfrieds hus. Franska tvångsarbetare var senare tvungna att gräva skyddande skyttegravar i Festival Park. Bayreuth bombades dock inte av allierade plan förrän strax före krigsslutet i april 1945. I den tyngsta av dessa tre attacker den 11 april 1945 av brittiskt flyg uteslöts Festspielhaus uttryckligen från att förstöras av "Master Bomber".

### Mellan Krigsfestspelen och Nya Bayreuth (1945–1951)

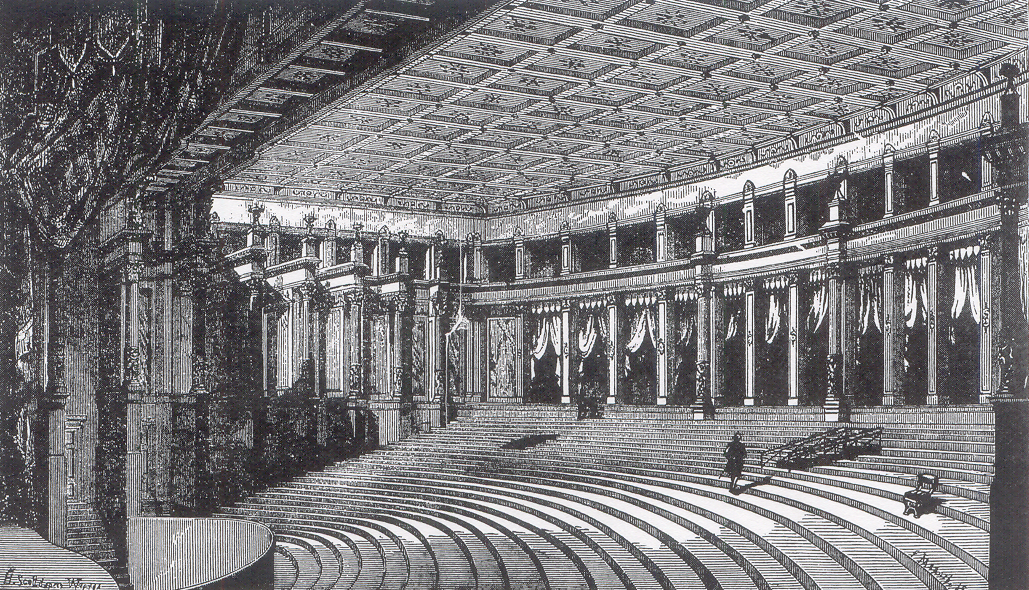
Bayreuth Festspielhaus, etsning från 1870-talet

Efter de amerikanska truppernas ockupation av Bayreuth i april 1945 konfiskerades Festspielhaus. Eftersom den hade överlevt kriget utan förstörelse användes den snart för musikframträdanden av amerikanska trupper. Redan den 31 maj 1945 ägde en konsert av Grace Moore & Martini rum. Revyer, kriminalkomedier och lätt musik framfördes. Bayreuths symfoniorkester, som grundades efter kriget och bara existerade fram till december 1948, gav också konserter där. Den första var en konsert för den 9:e amerikanska pansardivisionen den 24 juni 1945. I december dirigerade till och med den då 78-årige Paul Lincke en konsert med titeln Music You Love To Hear. År 1946 gav sig symfoniorkestern in i operaföreställningar. Till exempel framfördes Eugen d'Alberts opera Låglandet på Festspielhaus i juni 1946.
Den intilliggande festivalrestaurangen fungerade som flyktingläger under efterkrigstiden. Omkring femhundra personer av båda könen och i alla åldrar bodde i de två salarna, endast provisoriskt åtskilda från varandra med gardiner, under svåra sanitära förhållanden. Det var inte förrän i början av 1950-talet som de sista 77 invånarna "bosatte sig" i staden. Den gamla trärestaurangen ersattes 1972 av en allaktivitetsbyggnad som byggdes i omedelbar närhet. Efter att Winifred Wagner avgått från festivalledningen fick familjen Wagner åter det konfiskerade Festspielhaus i mars 1949. Dess "återinvigning" genomfördes den 22 maj samma år av dirigenten Hans Knappertsbusch med en galakonsert av Wienerfilharmonikerna.
Bortsett från de första åren efter andra världskriget framfördes endast verk av Richard Wagner i Festspielhaus. En särskild regel gäller för Beethovens 9:e symfoni, som tas upp där vid speciella tillfällen. Den framfördes första gången 1933 på 50-årsdagen av Wagners död under ledning av Richard Strauss, sedan 1951 som ett förspel till återupptagandet av festivalen under Wilhelm Furtwängler och ytterligare tre gånger under Paul Hindemith (1953), Karl Böhm (1963) och Christian Thielemann (2001).

### Sponsorer och ägande sedan 1970-talet

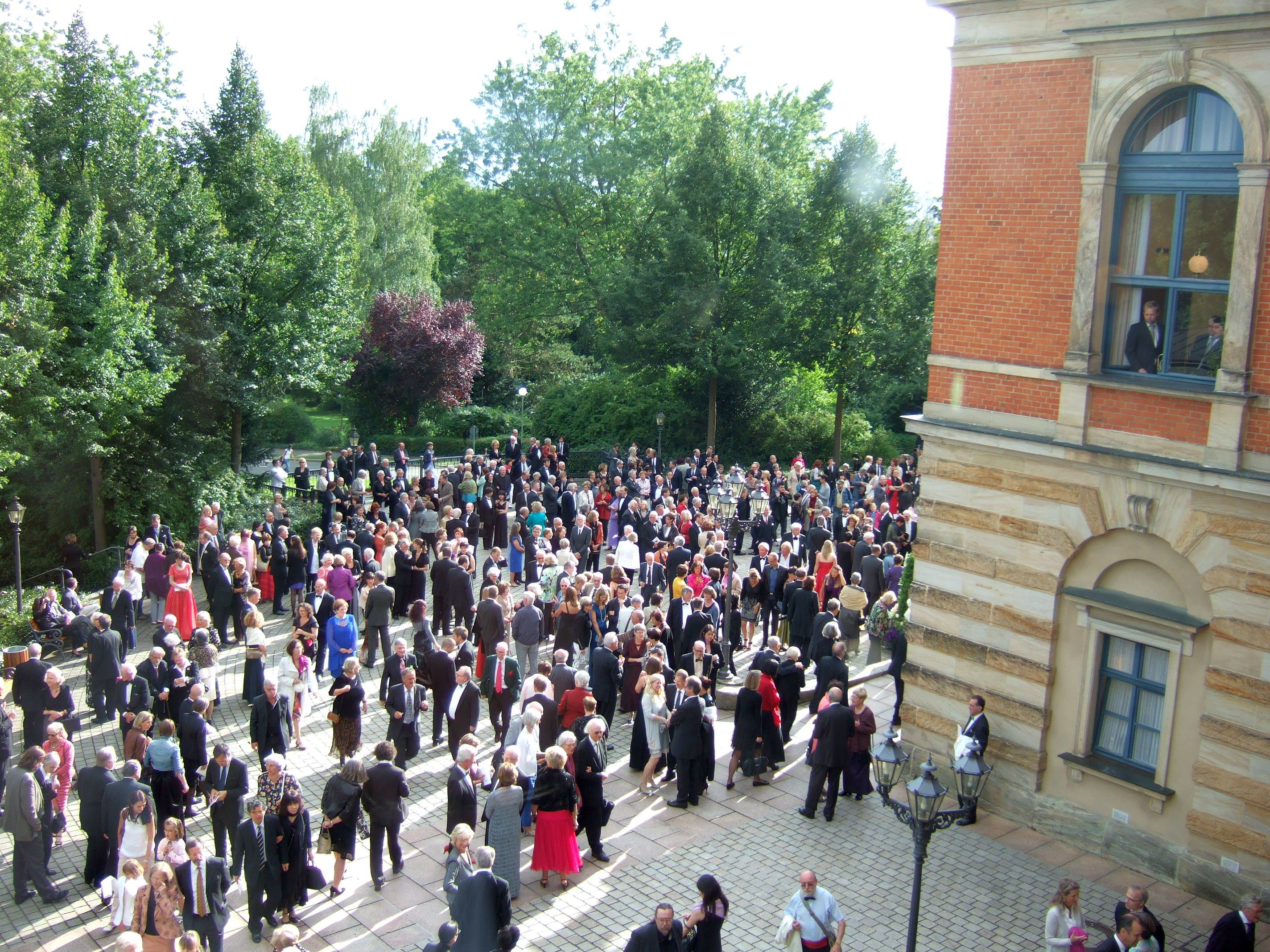
Paus och mellanakt. Publiken minglar.

Sedan 1973 har Festspielhaus i Bayreuth stötts av 2Richard Wagners stiftelse i Bayreuth". Stiftelsen grundades av Förbundsrepubliken Tyskland, Fristaten Bayern, staden Bayreuth, Sällskapet för Bayreuths vänner, Bayerns statsstiftelse, Oberfrankiska stiftelsen, distriktet Oberfranken och medlemmar av familjen Wagner, som också är medlemmar av styrelsen. Verkställande direktör för stiftelsens styrelse är överborgmästaren i staden Bayreuth, för närvarande Thomas Ebersberger (sedan 2020).
Stiftelsen är skyldig att hyra ut Festspielhaus till festivalföretagaren för att arrangera festivalen; Sedan 1986 har detta varit Bayreuther Festspiele GmbH, som leddes (med ett livstidskontrakt) av Richard Wagners barnbarn Wolfgang Wagner som aktieägare-verkställande direktör. Wolfgang Wagner avgick från sin post den 31 augusti 2008 och styrelsen utsåg hans två döttrar Eva och Katharina Wagner till hans efterträdare.

### Kandidatur för världsarvet (1984–1993
Från 1984 till 1993 placerades Richard Wagner Festival Hall på UNESCO:s preliminära lista som en kandidat för upphöjelse till Världsarv i Tyskland.

### Omfattande renoveringsarbete under 2010-talet

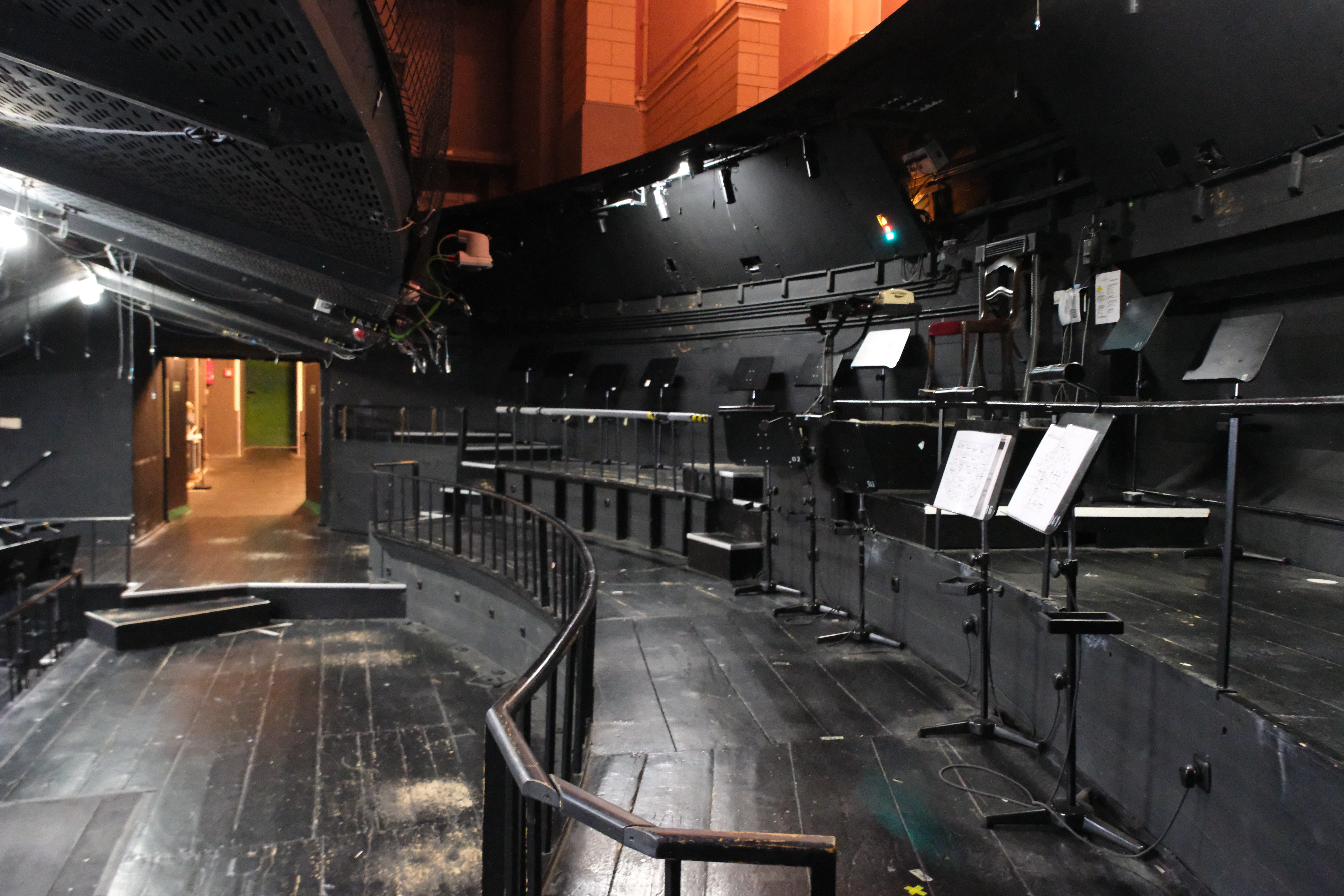
Orkesterdiket med dirigentpulten till höger.

Från december 2012 till 2016 var Festspielhaus delvis skymt av byggnadsställningar, eftersom den förfallna fasaden var i behov av renovering. Även husets teknik var i behov av modernisering. Behovet av renovering hade varit känt en tid, men hade ignorerats under en lång tid. I mars 2014 säkrades slutligen finansieringen av renoveringen, för vilken cirka 30 miljoner euro avsattes, som ställdes till förfogande av delstaten Bayern och den federala regeringen. För att statskassan skulle kunna täcka kostnaderna för byggnaden var man tvungen att ingå ett hyresavtal mellan Richard Wagner-stiftelsen i egenskap av ägare och Bayreuther Festspiele GmbH, i vilket Bayern och den federala regeringen har en andel, fram till 2040, annars skulle investeringarnas livslängd inte ha garanterats. Den allmänna renoveringen av Köln-arkitekten Detlef Stephan påbörjades efter säsongen 2015 och var preliminärt planerad att pågå i sju år. Den ska vara klar senast 2026 och kommer att ske under repetitions- och säsongsperioderna, vilket är anledningen till att det inte finns mycket tid för att genomföra renoveringsfaserna. Den första etappen genomfördes som planerat under våren 2016 innan repetitionerna inför säsongen 2016 inleddes. Den södra fasaden (inklusive Königsbau), som sedan 2012 hade utrustats med skyddsställningar och presenning, renoverades. Samtidigt registrerades skadelistan inne i Festspielhaus. För att kunna arbeta på vintern installerades ett ställningsvärmesystem. Ställningarna kunde monteras ner till säsongen 2016. Den andra etappen kunde inte påbörjas senast i december 2016, som ursprungligen planerat, på grund av godkännandeskäl (en särskild konstruktion som byggnadsställningar krävdes, för vilken bolagsstämman inte hade frigjort medlen förrän i slutet av november 2016). För den andra etappen planerades renovering av resten av scenbyggnaden (tornet) samt administrations- och garderobsflyglarna. Under renoveringspausen 2016/17 pågick ytterligare förberedelser för renoveringen av interiören i Festspielhaus, där det visade sig att det ursprungliga finansieringskonceptet från 2013 inte skulle täcka kostnaderna, och att ett nytt måste utarbetas.
Ett fortfarande olöst problem med Festspielhaus är de höga temperaturerna i auditoriet under varma somrar. År 2020 anslog den tyska förbundsdagens budgetutskott ytterligare 84,7 miljoner euro för renovering av föråldrad teknik och uppfyllande av säkerhetskrav.

### Huset i media
Festspielhaus har vid flera tillfällen fungerat som inspelningsplats för film- och tv-produktioner. 1954 spelades till exempel scener från filmen Magic Fire in där, och 2018 från avsnittet Ein Tag wie jeder anderen av TV-serien Tatort.
Sendung mit der Maus var också gäst i Festspielhaus. Festivalorkestern under ledning av Christian Thielemann spelade seriens titelmelodi. Detta var ett av de få tillfällen då det spelades musik i Festspielhaus som inte var av Wagner.

### Arbetskraft
Festspielhaus representerar en unik arbetsmiljö i Bayreuth. Där möts tre olika världar: sångarnas synliga "övre värld" i rampljuset, musikernas "undre värld" i orkesterdiket och de underdåniga andarnas nyktra arbetsvärld bakom kulisserna. En nyckelroll spelas av scenarbetarna, som förväntas vara extremt precisa och snabba. Förutom avdelningen för smink, skrädderi, rekvisita och kostym arbetar man bland annat med låssmedjan, snickeriet och målarrummet. Från ett genomsnitt på 60 anställda under icke-festivalperioden växer deras antal till cirka 900 personer under högsäsong.
Ambassadörer för festivalen är dörrvakterna, mestadels studenter, som kallas "Blue Girls". Nibelungarna i operan Rhenguldet framfördes tidigare av Bayreuth-gymnasister; I 1989 års produktion återfanns barn i denna roll med ett särskilt tillstånd från Trade supervisory Office. På 1930-talet uppträdde renrasiga engelska foxhounds på scenen som lantgrevens hundflock i operan Tannhäuser.

## Byggnadsbeskrivning

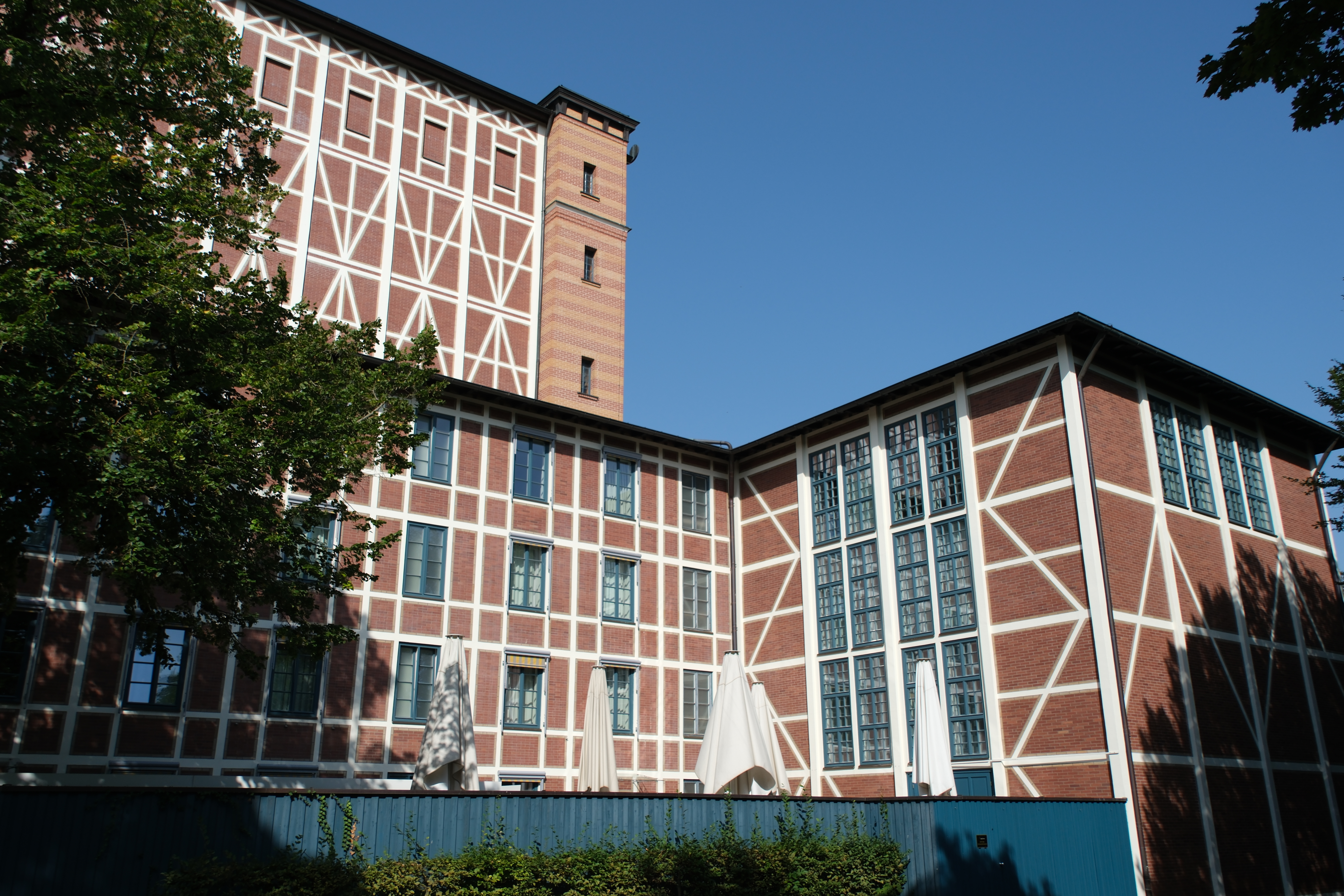
Festspelshuset är byggt i korsvirke.

### Överblick
Salongen och scenhuset är byggda i korsvirke, där den ursprungliga trästommen har ersatts av en bärande konstruktion av betong och stål vid renoveringar från 1960-talet och framåt. Exteriören är till stor del gjord av rött tegel och har nästan ingen dekorativ dekoration, vilket också har gett huset det respektlösa namnet "Lagård". Enligt Wagner var syftet med "flyktigt timrade festsalar" att skapa ett folkligt intryck och undvika en "imitation av den främmande karaktären".
Endast entréfasaden uppvisar den typiska sena 1800-talsornamentiken, medan resten av exteriören är anspråkslös och visar mestadels odekorerat tegel. Interiören består huvudsakligen av trä och har en efterklangstid på 1,55 sekunder. Festspielhaus är en av de största fristående träkonstruktioner som någonsin uppförts. Till skillnad från det traditionella operahuset med flera nivåer av sittplatser i ett hästskoformat auditorium, är Festspielhaus sittplatser arrangerade i en enda brant formad kil, med gallerier eller loger längs den bakre väggen. Detta är också känt som kontinentala sittplatser. Många moderna biografer har anammat denna sittstil, som ger varje plats en jämn och oavbruten utsikt över scenen.

### Scenen
Scenportalen är 11,80 m hög och 13 m bred. Den maximala plattformsbredden är 27 m. Huvudscenen har ett djup på 22 m, plus en spelbar backstage på 13 m djup. Teaterns totala längd från huvudportalen till slutet av backstage är 100 m. Loftet ligger 26 m över scennivån, takåsen 36,40 m. Falluckan har ett maximalt djup på 13 m.

### Salongen

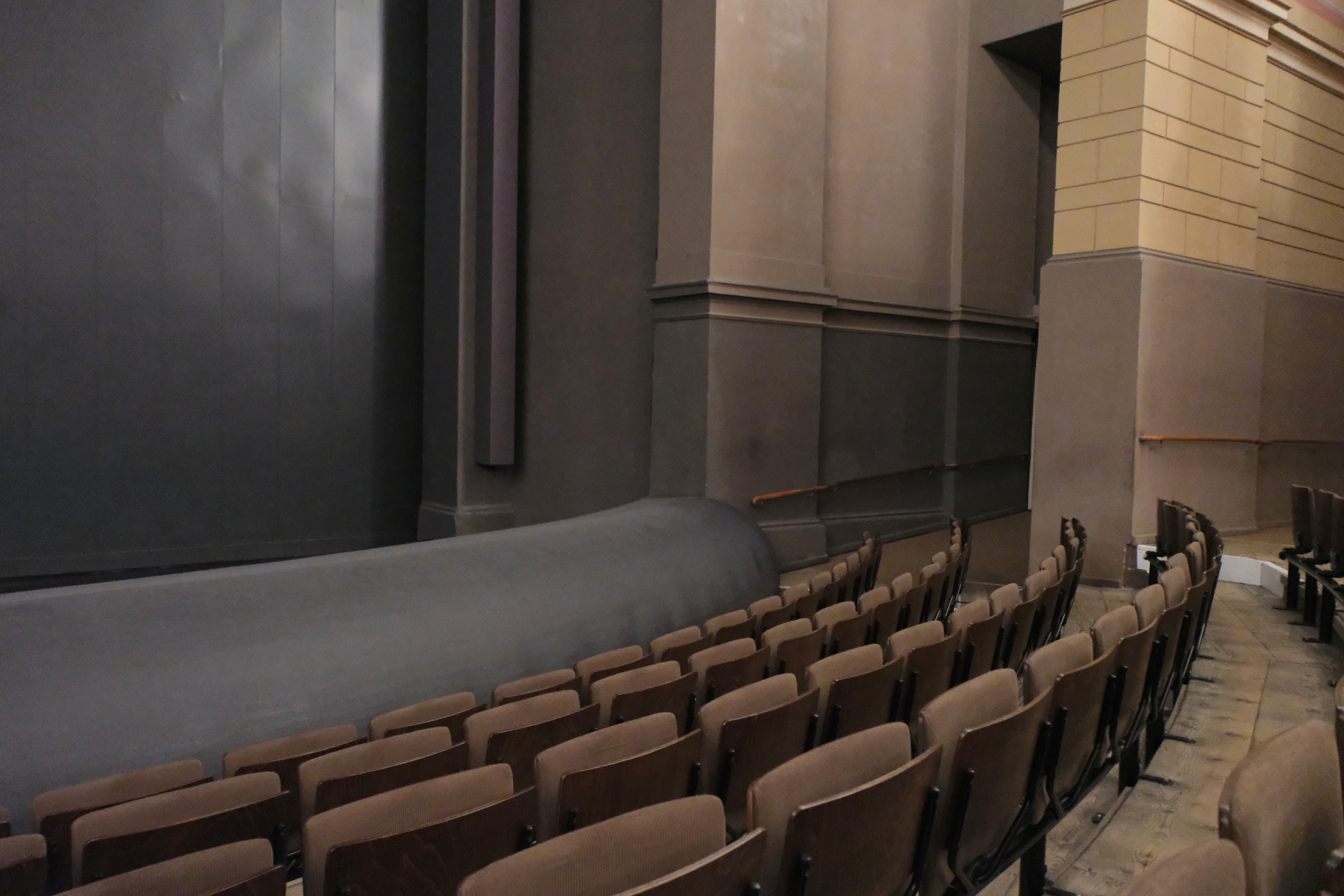
Salongen närmast scenen. Till vänster det övertäckta orkesterdiket.

Auditoriet består av rader av sittplatser som stiger jämnt enligt modellen av antika amfiteatrar, vilket garanterar en nästan idealisk utsikt från nästan alla platser. På grund av golvets stöd på en träkonstruktion, liksom träpelarna och pelarna – dessa är putsade med gips för att skapa intrycket av sten – finns utmärkta akustiska förhållanden tillgängliga. Den goda akustiken gjorde att huset inte kunde ersättas av en stenbyggnad. Efter olika renoveringar erbjuder den plats för 1974 åskådare.
Auditoriet flankeras av klippväggar. Dessa fortsätter i ett dubbelt proscenium, som skapades för att ge det visuella intrycket av att scenen ligger längre bort än vad den egentligen är.
Det faktum att Wagner redan från början var intensivt involverad i planeringen av teaterbyggnaden ledde till många innovationer av praktiska teaterskäl. Förutom salongens utformning ingår även Wagnerridån, en scenridå som öppnas uppåt och åt sidan på samma gång som en irisbländare. Festspielhaus har en kapacitet på 1 925 personer och en volym på 10 000 kubikmeter.

### Sikt från salongen
En särskild angelägenhet för Wagner var den starka mörkläggningen av teaterrummet, eftersom ingenting fick distrahera publiken från vad som hände på scenen. Det totala mörkret kom dock mer av en slump: den då nya gasbelysningen i auditoriet hade inte blivit klar förrän samma dag som den första föreställningen i Festspielhaus ägde rum och kunde inte längre provas och justeras. Detta ledde slutligen till att ljuset inte dämpades långsamt i början av föreställningen, utan belysningen misslyckades helt, det vill säga totalt mörker rådde. Detta bibehölls, eftersom effekten var i linje med Wagners intentioner. Detta bröt med 1700- och 1800-talens teaterpraxis, där salongen var upplyst och i bästa fall endast nedsänkt i ett måttligt halvmörker.
Den strukturella konsekvensen av Wagners framträdande, som inte ville att "ansträngningen att producera ljud" skulle förbli synlig, var ett ljudskydd ovanför orkesterdiket, som också hade till uppgift att hindra ljusreflektioner från orkestermusikernas pulpetlampor från att komma in i auditoriet, och skapade det typiska Bayreuth-blandade ljudet.

### Mystiska avgrunden

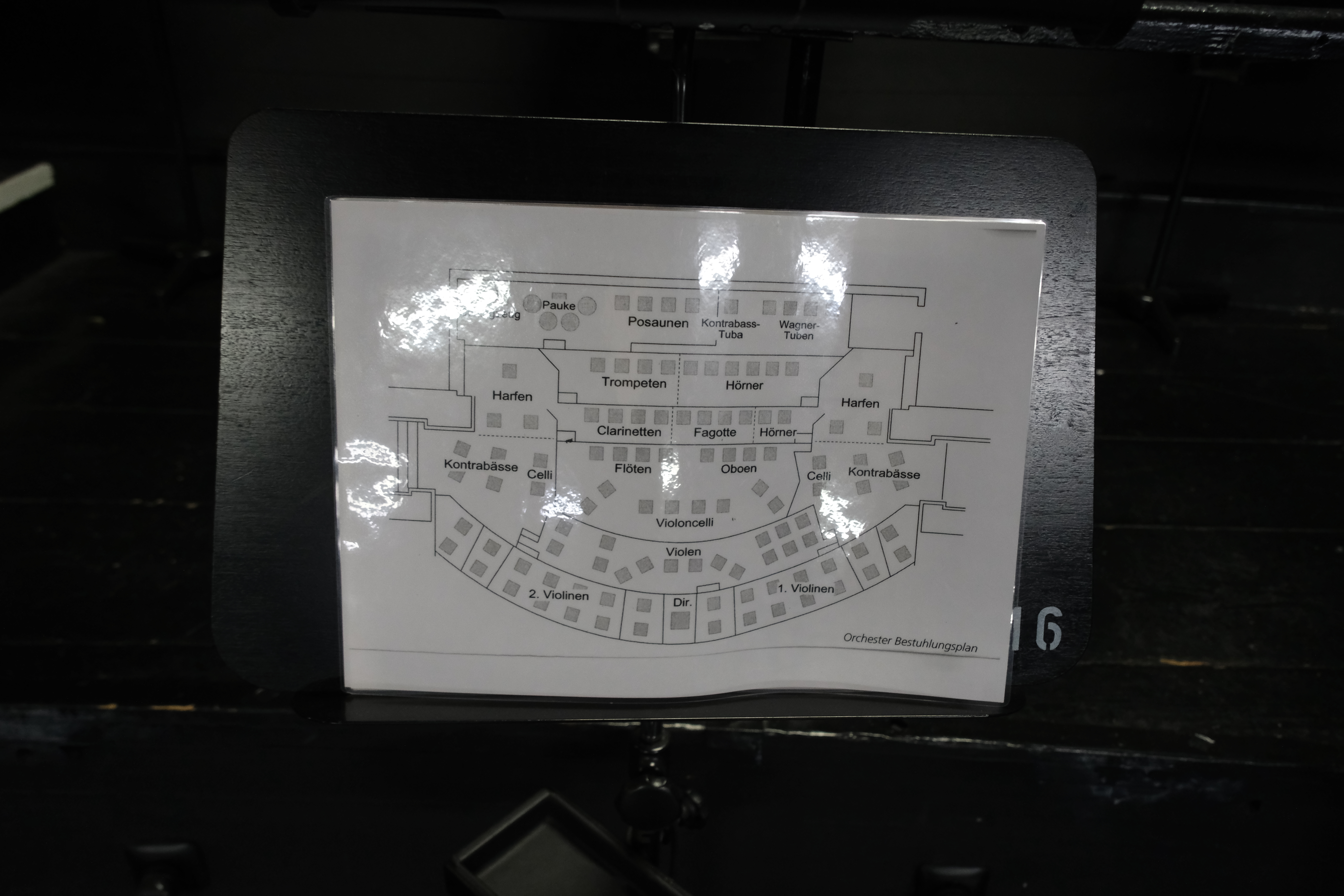
Förteckning över orkesterns placering i orkesterdiket.

"Mystisk avgrund" är vad Richard Wagner kallade avståndet mellan det första och andra prosceniet, där ljudtaket  ovanför orkesterdiket döljer orkestern i Bayreuth Festspielhaus, som är osynligt för publiken. Den dolda orkestern var avsedd att förstärka scenillusionen genom att förhindra all distraktion från scenen och den "motbjudande störning som orsakas av den ständigt imponerande synligheten av den tekniska apparaten". Scenens "idealitet" skulle separeras från publikens "verklighet" för att försätta publiken "i ett entusiastiskt tillstånd av klärvoajans".
Ljudtaket i trä består av två delar: en horisontell ljudskärm, som är fäst på scenens framsida och nästan helt täcker orkesterdiket från baksidan, och en snäckformad skärm mellan orkesterdiket och auditoriet, som reflekterar ljudet som stiger från orkesterdiket mot scenen och förhindrar direkt ljudförstärkning av auditoriet.
Det atypiska och globalt unika orkesterdiket leder i terrasser på sex trappsteg längst bak ner till under scenen och är helt osynligt för publiken. Dirigenten sitter upphöjd, men fortfarande under skärmen framför orkestern och är den enda personen i Festspielhaus som kan se scenen och orkesterdiket samtidigt. Denna uteslutande indirekta ljudförstärkning av auditoriet resulterar i en blandad klang som gör det praktiskt taget omöjligt att lokalisera inte bara enskilda instrument utan hela orkestern. Istället uppnås en orkesterklang som sprider sig "allestädes närvarande" i rummet.
Men det täckta orkesterdiket har också mycket praktiska effekter: eftersom ljudet av violinerna ändå bara når lyssnaren indirekt, är deras främsta uppgift att ge sångarna musikaliskt stöd. Av denna anledning iakttar man den annorlunda sittplatsordning som Wagner föreskriver: förstaviolinerna, som har den ledande rollen i orkestern, sitter inte till vänster om dirigenten som vanligt, utan till höger, så att ljudöppningarna på deras instrument (och inte på andraviolinerna) pekar diagonalt bort från auditoriet och därmed direkt mot scenen. Arrangemanget av stråkarna är därför omvänt från sittarrangemanget i den tyska uppställningen, vilket regelbundet leder till förvirring bland dirigenterna.
Dessutom leder denna egenhet till att Festspelskören dirigeras från sidorna av scenen med ficklampor. Körledaren följer dirigenten på en skärm för att omedelbart kunna följa hans tempospecifikationer och variationer, och själva taktslagen äger rum mycket senare än orkesterdirigeringen på grund av ljudblandningen på scenen.

### Akustiken

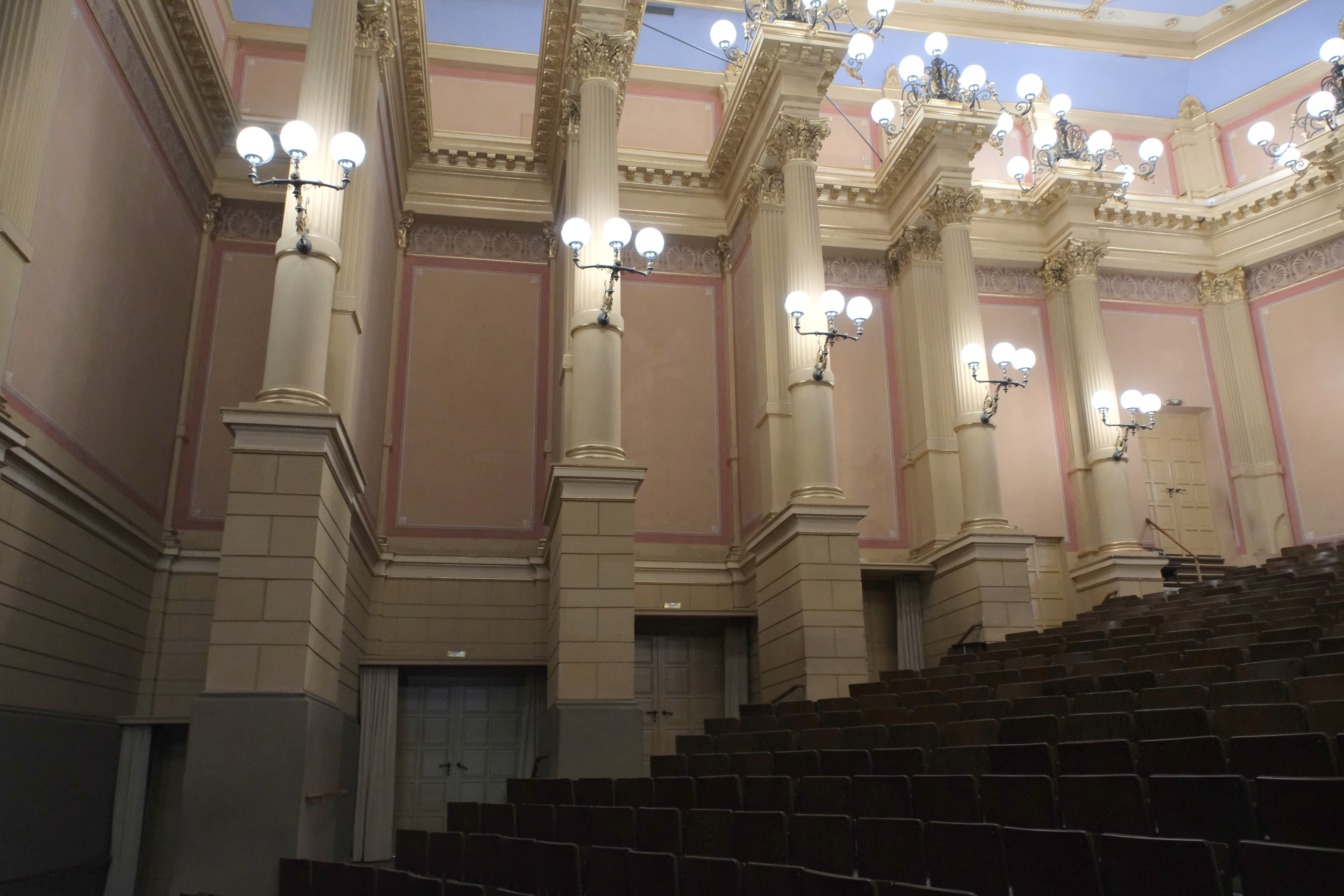

Effekterna av den "mystiska avgrunden" på akustiken diskuteras kontroversiellt. Olika operalyssnare beskriver salens akustik som "enastående" och "unik", där entusiasmen för Wagners verk kan spela en avgörande roll.
Orkesterns ljud leds in i scenområdet som ett "munstycke" av orkesterdikets position och form och av ljudskyddet och reflekteras på scenens bakgrunder, inventarier och bakre vägg (scenfasad), för att sedan nå auditoriet blandat med en andel direkt ljud. Således förändras orkesterklangen definitivt av scenografin.
Följande effekter kan uppfattas:
- Ljudet från instrumenten blandas och lokalisering i klangkroppen blir omöjlig. Överlagringar och kamfiltereffekter skapar distorsioner som påverkar det typiska ljudet från instrumenten. Till exempel kommer det att vara svårt att skilja på kontrabasar och pukor när det gäller ljud.

- När ridån är nere (t.ex. under ouvertyren till ett stycke) strålas ljudet som riktas genom ljudskyddet mot scenen mot den frekvensberoende absorberande ridån, så att ett annat ljud uppstår när ridån öppnas och stängs.

- De enkla plywoodbänkarna i hallen är fortfarande ett akustiskt problem. Obemannade sittplatser förser reflektorer med de uppfällda sätena, som hörbart påverkar ljudet i hallen beroende på närvaron. Moderna akustiskt optimerade sittplatser kan hjälpa till. När salen är halvtom hörs obehagliga efterklanger, ibland fladdrande eko.

### Kontroversiell effekt
I samband med den mystiska avgrunden myntade filosofen Theodor W. Adorno det berömda uttrycket "produktionens döljande genom produktens utseende". Han anklagade Wagner för manipulation av illusionsmaskinen, såg den som en föraning om kulturindustrin och fördömde en "återgång till magiskt tänkande under senkapitalismen".
Förtigandet och förvandlingen av produktionsprocesser har betydelse bortom Wagner i 1800-talets estetik och är också tydlig i andra konstarter, som den omsorgsfullt skapade viktlösheten i den romantiska tåspetsdansen. Det döljande och samtidiga förutsättningen för skrivandet i den tidens språkförståelse, som Jacques Derrida har beskrivit, går också i denna riktning: det bör inte märkas att man här inte talar fritt, utan läser.
I medieteorin har den "mystiska avgrunden" på senare år återigen uppmärksammats som en princip för separation och döljande, till exempel i jämförelse med Louis Daguerres diorama. Wagners idé om att eliminera allt som tillfälligt störde togs upp under 1900-talet av filmen och de framväxande biograferna och förverkligades på ett liknande sätt.

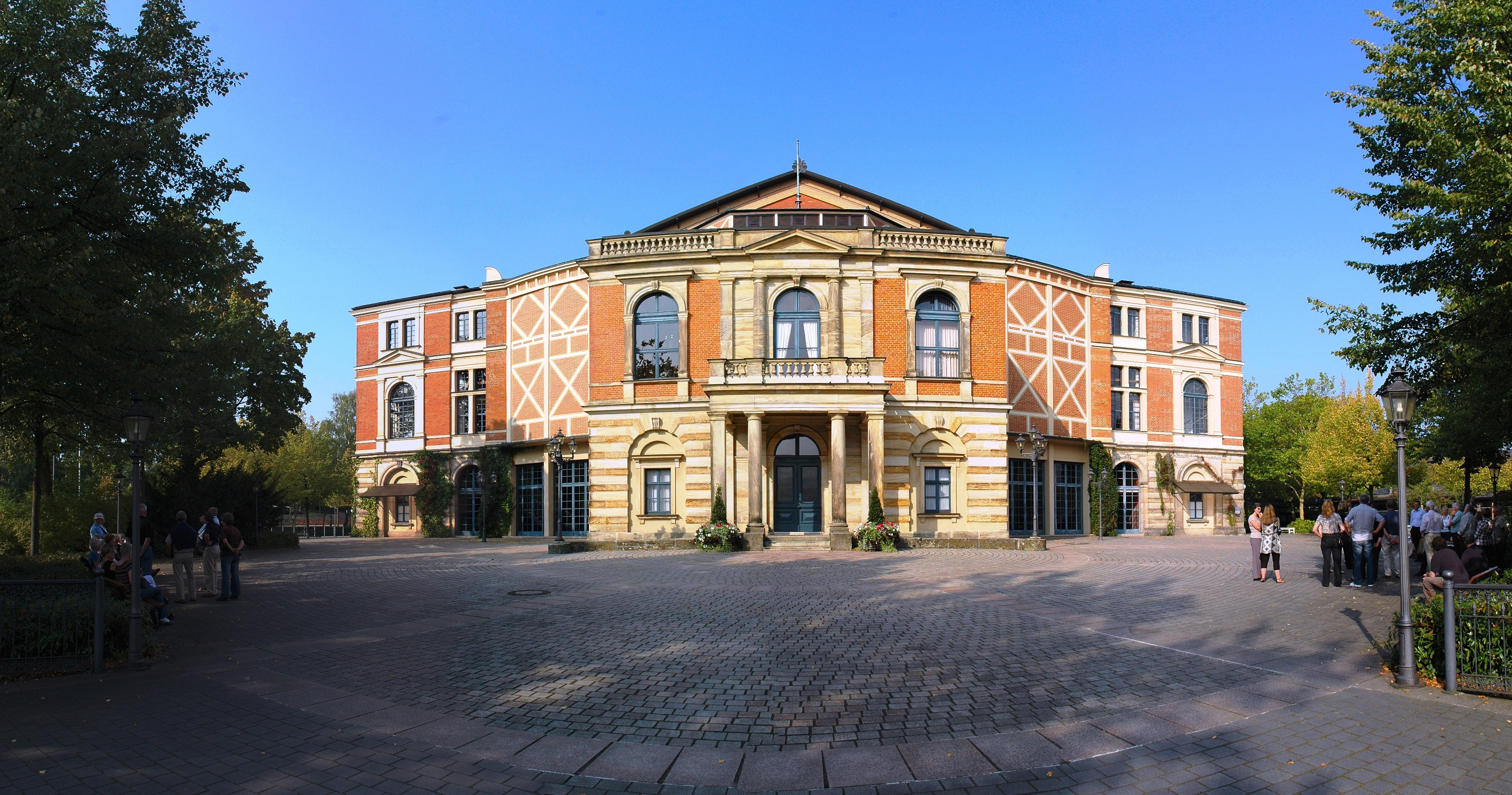
Framifrån, i mitten den sedermera byggda Königsbau
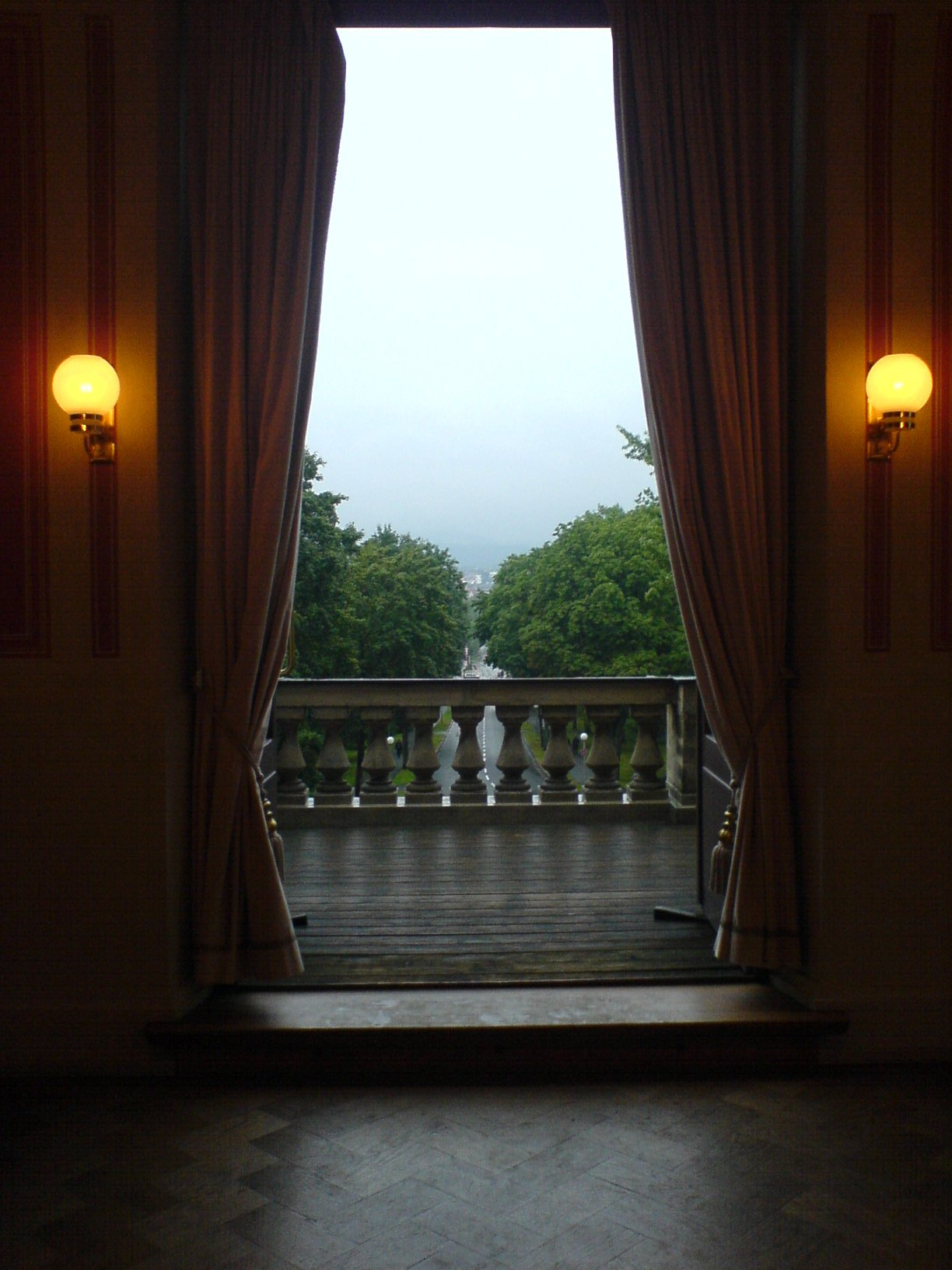
Vy från Königsbau
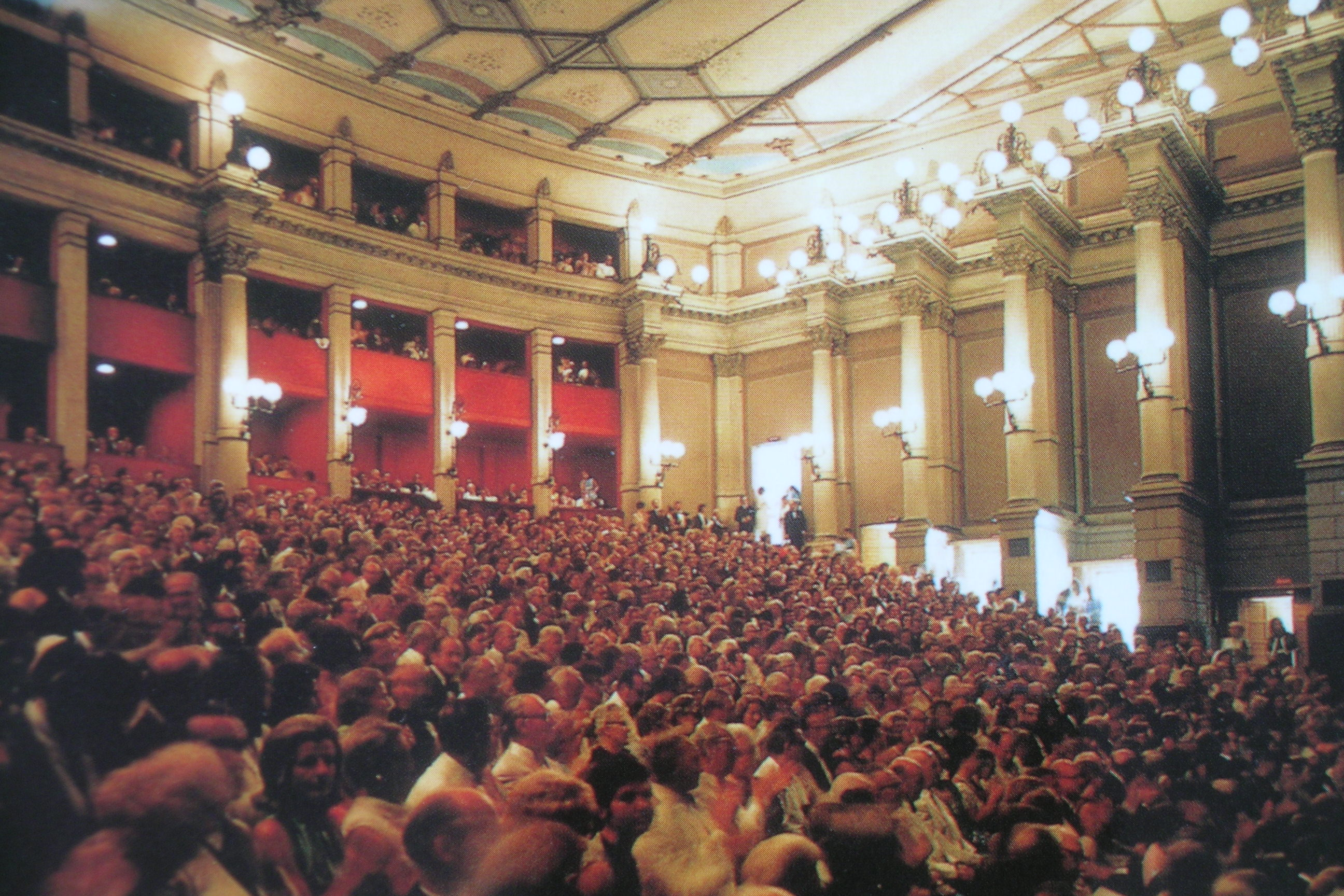
Auditoriet
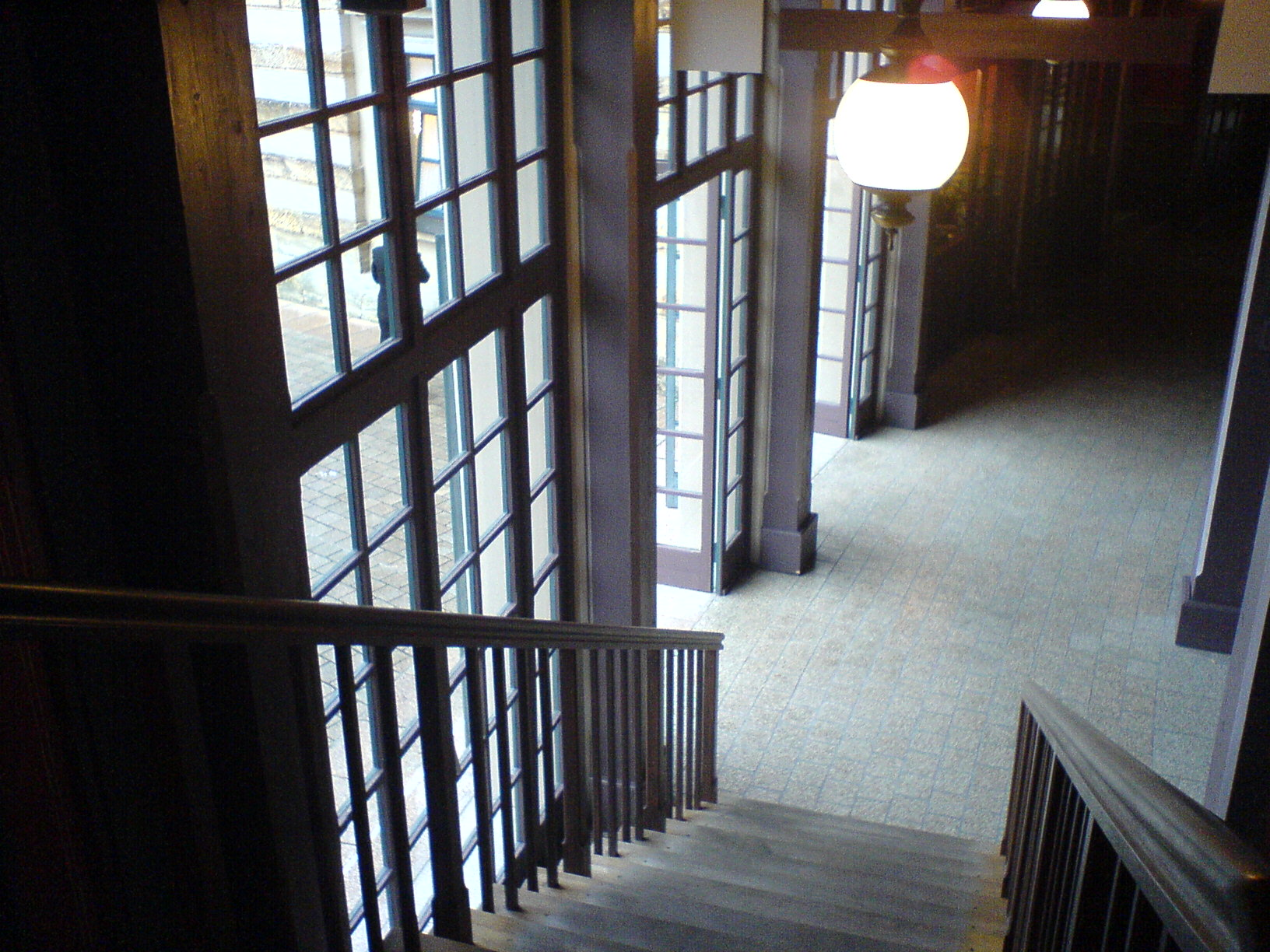
Foyer
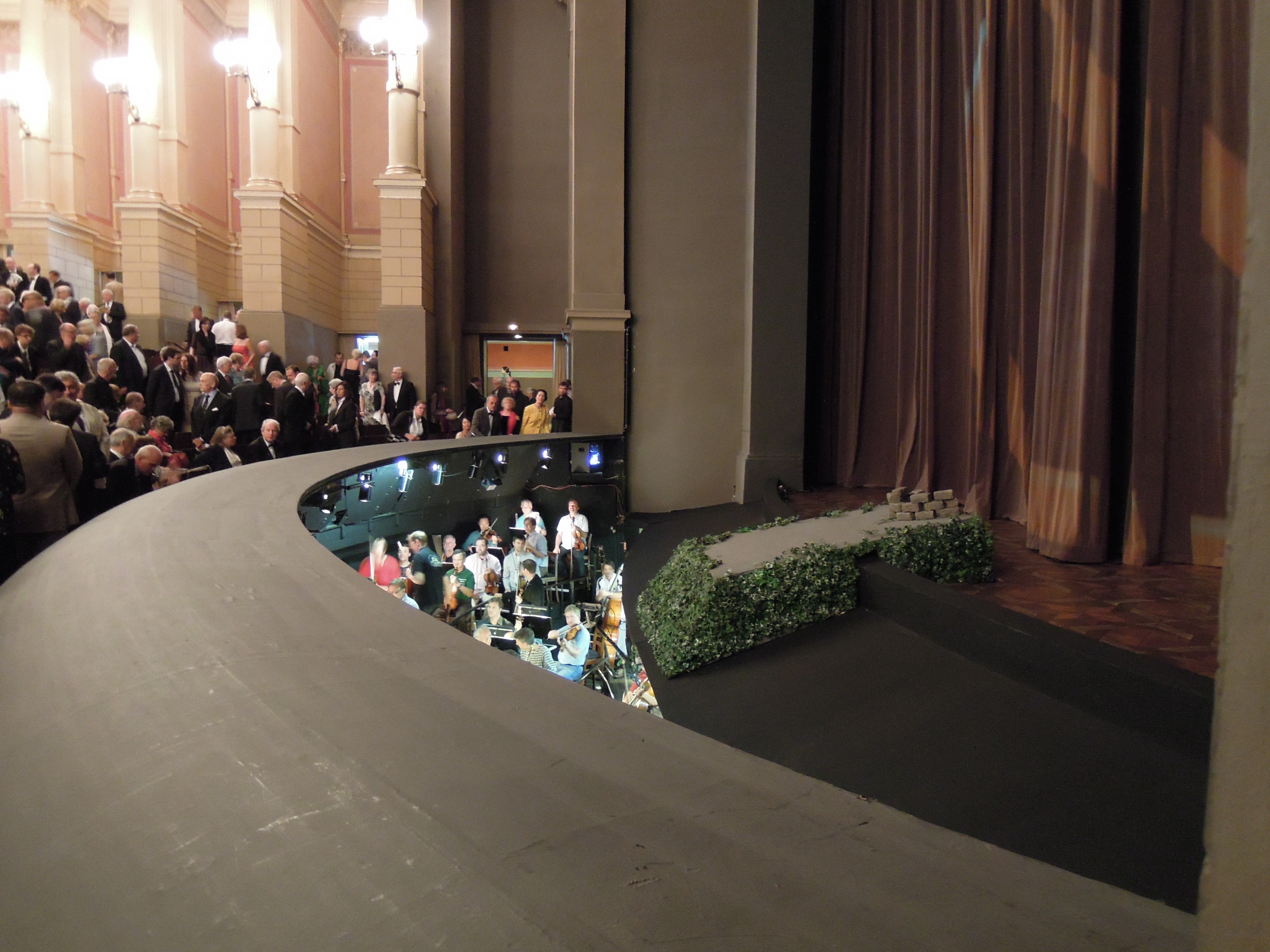
Det övertäckta orkesterdiket
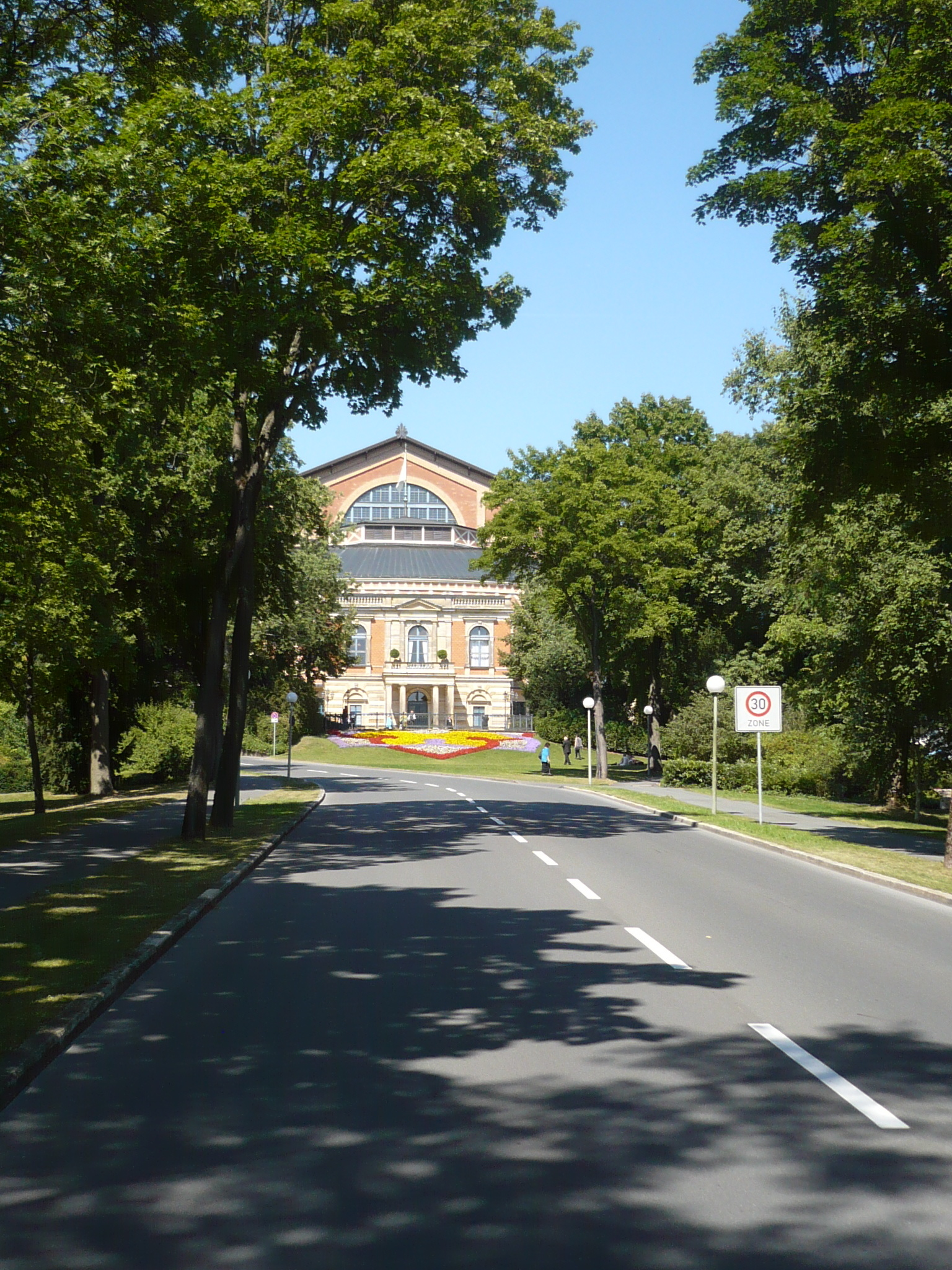
Uppfart (Siegfried-Wagner-Allee)

### Tillägg
Under årens lopp har Festspielhaus kompletterats med ett antal uthus, som fungerar som repetitions- och verkstadslokaler under året och delvis rymmer gastronomin under festivalsäsongen.

## Omgivningarna

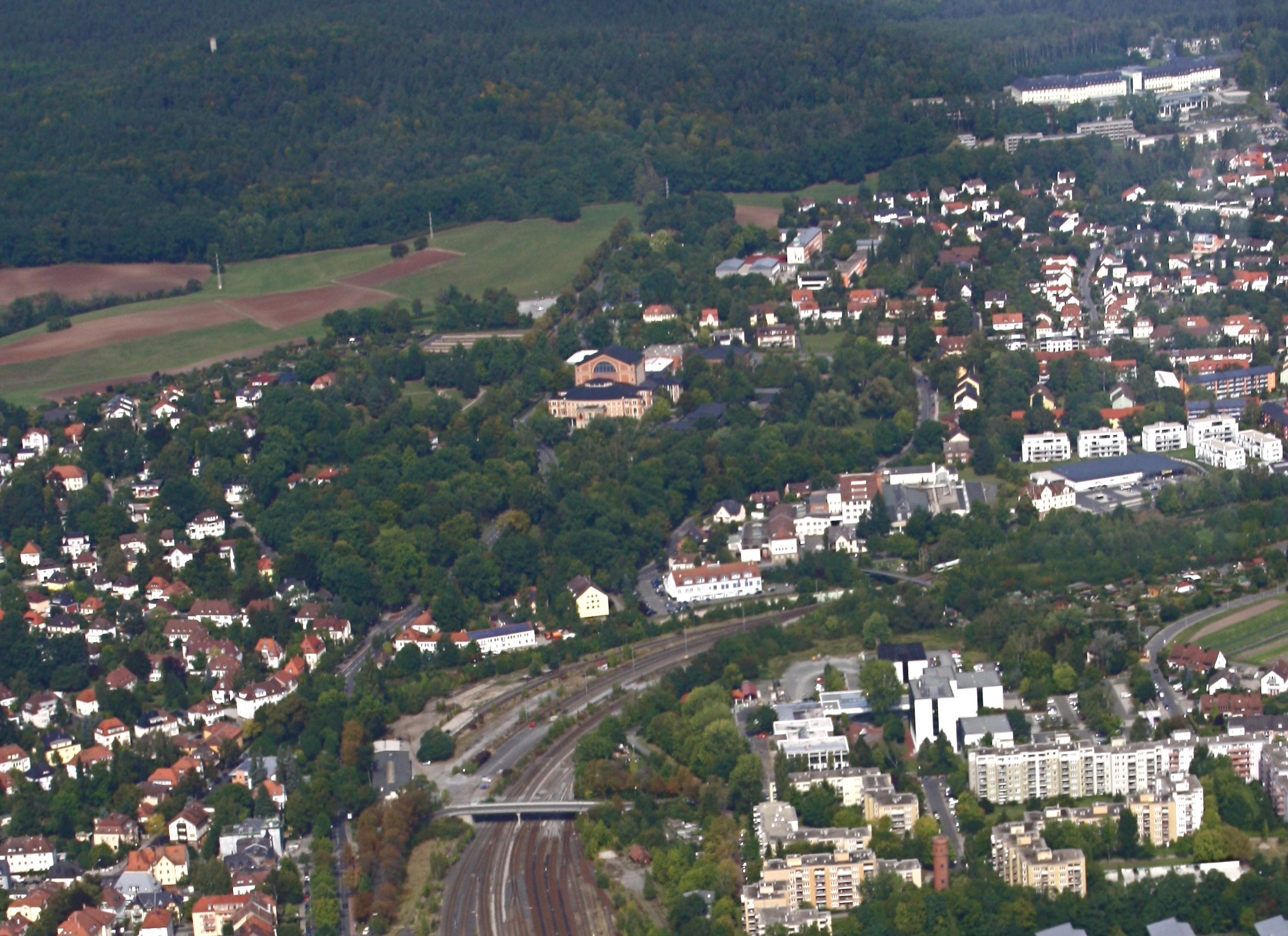
Placering av Festspielhaus på den gröna kullen

På Grünen Hügel och dess område som leder upp till Festspielhaus har man satt upp väderbeständiga informationstavlor som avbildar ett stort antal Wagnersångare i en kort biografi med ett foto under rubriken Tystade röster. En bronsbyst av Richard Wagner restes också i Richard Wagner Park, och 1979 restes en byst av Cosima Wagner, designad av Arno Breker, på den sida av parken som avbröts av tillfartsvägen. År 1996 placerades en konstskulptur Drömmen, skapad och donerad av den japanske konstnären Setsuzo Matsuska, på kullen, på vars piedestal en handskriven anteckning av Richard Wagner är ingraverad. Platsen framför entrén fick namnet Wolfgang-Wagner-Platz, gatan som leder direkt till huvudbyggnaden heter Siegfried-Wagner-Allee. Gatorna som leder runt bär namnen Wotanstraße, Parsifalstraße, Tannhäuserstraße, Rheingoldstraße och hänvisar därför till Wagners verk.